# Proyecto de represa El Sauzal
El proyecto de represa El Sauzal o proyecto del dique El Sauzal es una represa de gran envergadura planificada para ser construida sobre el río Dulce, en la provincia argentina de Santiago del Estero, en la región noroeste del país. Es una obra hídrica clave para el desarrollo económico y social de esa provincia.
La obra se construirá entre el dique del embalse de Río Hondo y el embalse de Los Quiroga.

## Historia
El proyecto de la represa de El Sauzal se originó durante el primer gobierno del presidente Carlos Menem, formando una pieza de una obra de una magnitud aún mayor, el denominado “Canal Federal”, el cual tenía como objetivo trasladar los excesos pluviales del río Dulce a zonas muy áridas y empobrecidas del sudoeste santiagueño, el oriente catamarqueño y el este riojano. La polémica que se suscitó impidió su realización.
En el año 2000 la empresa “Ingenoa” recabó información preliminar para un futuro proyecto ejecutivo de obra al realizar un anteproyecto sobre los estudios básicos sobre el lugar donde debería asentarse la presa, tarea que fue financiada por medio del Consejo Federal de Inversiones (CFI).
Luego de más de dos décadas de haberse propuesto, a fines del año 2014 la posibilidad de su construcción volvió a activarse. En diciembre de ese año se firmó un Convenio Marco por el cual se declaraba de interés la represa de El Sauzal, a la vez que fue incorporada al Plan de Obras Estratégico para la Infraestructura nacional. Fue rubricado por Claudia Zamora, gobernadora de la provincia de Santiago del Estero y en representación del ejecutivo provincial, y Julio de Vido, ministro de Planificación Federal de la Nación y representante del ejecutivo nacional.
Autoridades de gobierno de la República Popular China comenzaron a analizar la financiación y la construcción de esta obra. 
La ubicación geográfica recomendada para la presa en el proyecto original fue replanteada, llevándola 1,5 kilómetros río arriba, a 35 km al noroeste de la capital provincial (la ciudad de Santiago del Estero) y a 35,5 km al sudeste de la ciudad turística de Termas de Río Hondo.

## Utilidad
Esta obra fue concebida para la atenuación de las inundaciones del río Dulce (perteneciente a la cuenca endorreica de la laguna Mar Chiquita), el suministro de agua potable a las poblaciones de la zona, la administración racional de las aguas fluviales para su empleo en  regadíos, la generación de electricidad por energía hidráulica, la producción ictícola, el esparcimiento, la recreación y el desarrollo del turismo.
La casi totalidad de sus caudales que recibirá su embalse serán originados en las laderas orientales de las sierras tucumanas del Aconquija y Cumbres Calchaquíes.

## Características
Se estima que la obra podría estar concluida en 2030, demandando un costo —estimado en 2008— de 450 millones de dólares. Se situará entre los departamentos de Banda (margen izquierda) y Río Hondo (margen derecha).
Estará relacionada con el embalse de Río Hondo, obra inaugurada en septiembre de 1967, ya que el embalse de El Sauzal, al ser la que se encontrará aguas abajo, se alimentará exclusivamente con las aguas que libere el dique frontal de Río Hondo. La capacidad de este último para producir los beneficios para el cual fue construido ha mermado y continuará disminuyendo (especialmente el aspecto de atenuador de las inundaciones) en razón de que está siendo afectado por un proceso de colmatación natural de su cuenco por el aporte constante de sedimentos que llegan de sus afluentes aguas arriba, sobre zonas de las sierras y pedemontes que padecen un mal manejo del suelo, en buena parte desforestados. De esta manera, El Sauzal pasará a cumplir las tareas de regularización de los caudales del río Dulce que la presa de Río Hondo ha ido y continuará perdiendo.
La salida de agua desde el dique frontal del embalse de Río Hondo se sitúa a una altitud de 250 m s. n. m., 5 metros más alto que la cota de coronación de El Sauzal. La prolongada coronación de la presa (de 10 km) poseerá una ruta asfaltada e iluminada.

### Datos técnicos
Estos son algunos datos técnicos estimados indicados para el proyecto.
Obra total
- Costo estimado: 450 millones de dólares
- Vida útil estimada: alrededor de 60 años

Embalse
- Capacidad de almacenamiento: 2000 hm³
- Superficie: 16 822 ha
- Cota del pelo de agua: 235 m s. n. m.

Presa
- Cota de coronación: 245 m s. n. m.
- Longitud de coronación: 10 km

Capacidad instalada
- Número de generadores: 3
- Producción: 18,3 MW
- Número de embocaduras con válvulas para riego: 3